# Исса, Абдул Азиз
Абдул Азиз Исса (англ. Abdul Aziz Issah; родился 20 ноября 2005) — ганский футболист, вингер ганского клуба «Дримс», выступающий на правах аренды за испанский клуб «Барселона Атлетик».

## Клубная карьера
Воспитанник футбольной академии ганского клуба «Дримс». 17 сентября 2022 года дебютировал в основном составе «Дримс» в матче Премьер-лиги Ганы против «Котоку Ройалс». В сезоне 2022/23 помог команде выиграть Кубок Ганы. Благодаря победе в этом турнире «Дримс» впервые квалифицировался в Кубок Конфедерации КАФ. Был признан «открытием сезона» в Кубке Ганы.
3 декабря 2023 года забил свой первый гол в Кубке Конфедерации КАФ в матче группового этапа против «Риверс Юнайтед». Исса стал лучшим бомбардиром турнира в сезоне 2023/24, забив 4 гола и сделав 2 голевые передачи. В Премьер-лиге Ганы он забил 7 голов в 24 матчах, в Кубке Ганы — 4 гола в 5 матчах.
3 сентября 2024 года испанская «Барселона» объявила о соглашении по аренде игрока. Исса будет выступать за команду «Барселона Атлетик» (фарм-клуб «Барселоны») в сезоне 2024/25, в условия аренды была включена опция выкупа контракта по окончании аренды в июне 2025 года.

## Карьера в сборной
В 2023 году дебютировал за сборную Ганы до 20 лет на Африканских играх и помог команде завоевать золотые медали.

## Достижения
«Дримс»
- Обладатель Кубка Ганы: 2022/23[2]

Сборная Ганы (до 20 лет) 
- Победитель Африканских игр: 2023[12]

Личные достижения
- «Открытие сезона» в Кубке Ганы: 2022/23[5]
- Награда Одарти Лэмпти будущей звезде: 2024[13]
- Лучший бомбардир Кубка Конфедерации КАФ: 2023/24 (4 гола, совместно с тремя другими игроками)